# نزلة البدرمان
قرية نزلة البدرمان هي إحدى القرى التابعة لمركز دير مواس بمحافظة المنيا في جمهورية مصر العربية. حسب إحصاءات سنة 2006، بلغ إجمالي السكان في نزلة البدرمان 14877 نسمة، منهم 7562 رجلا و7315 امرأة.